# Antonio Bertrán
Pour les articles homonymes, voir Bertrán.
Antonio Bertrán (né le 19 novembre 1933 à Eibar et mort le 21 mars 2008 à Barcelone) est un ancien coureur cycliste professionnel espagnol.

## Palmarès
- 1955
  - GP Martorell
  - 3e étape du Tour des Asturies
- 1956
  - 2e du Trofeo Masferrer
  - 2e du Tour du Levant
- 1958
  - 3e étape du Tour de Catalogne
- 1959
  - GP Pascuas
  - Gran Premio de la Bicicleta Eibarresa
  - 3e du Campeonato Vasco-Navarro de Montaña
- 1960
  - 1re étape du Tour d'Andalousie
  - Trofeo Jaumendreu
  - 6e étape du Tour du Levant
- 1962
  - 2e du Tour du Levant
  - 3e du Campeonato Vasco-Navarro de Montaña
- 1963
  - 7e étape du Tour de Catalogne
- 1965
  - Trofeo Masferrer
  - 2e de la Semaine catalane
- 1966
  - 7e étape du Tour d'Andalousie

## Résultats sur les grands tours

### Tour de France
- 1961 : abandon
- 1963 : 35e
- 1964 : 55e
- 1965 : 85e

### Tour d'Espagne
- 1959 : 29e
- 1960 : 23e
- 1962 : 24e
- 1963 : 45e
- 1964 : 10e, vainqueur du classement des metas volantes
- 1965 : 33e
- 1966 : 36e

### Tour d'Italie
- 1960 : 26e
- 1961 : 32e
- 1962 : abandon (14e étape)